# Nora Berra

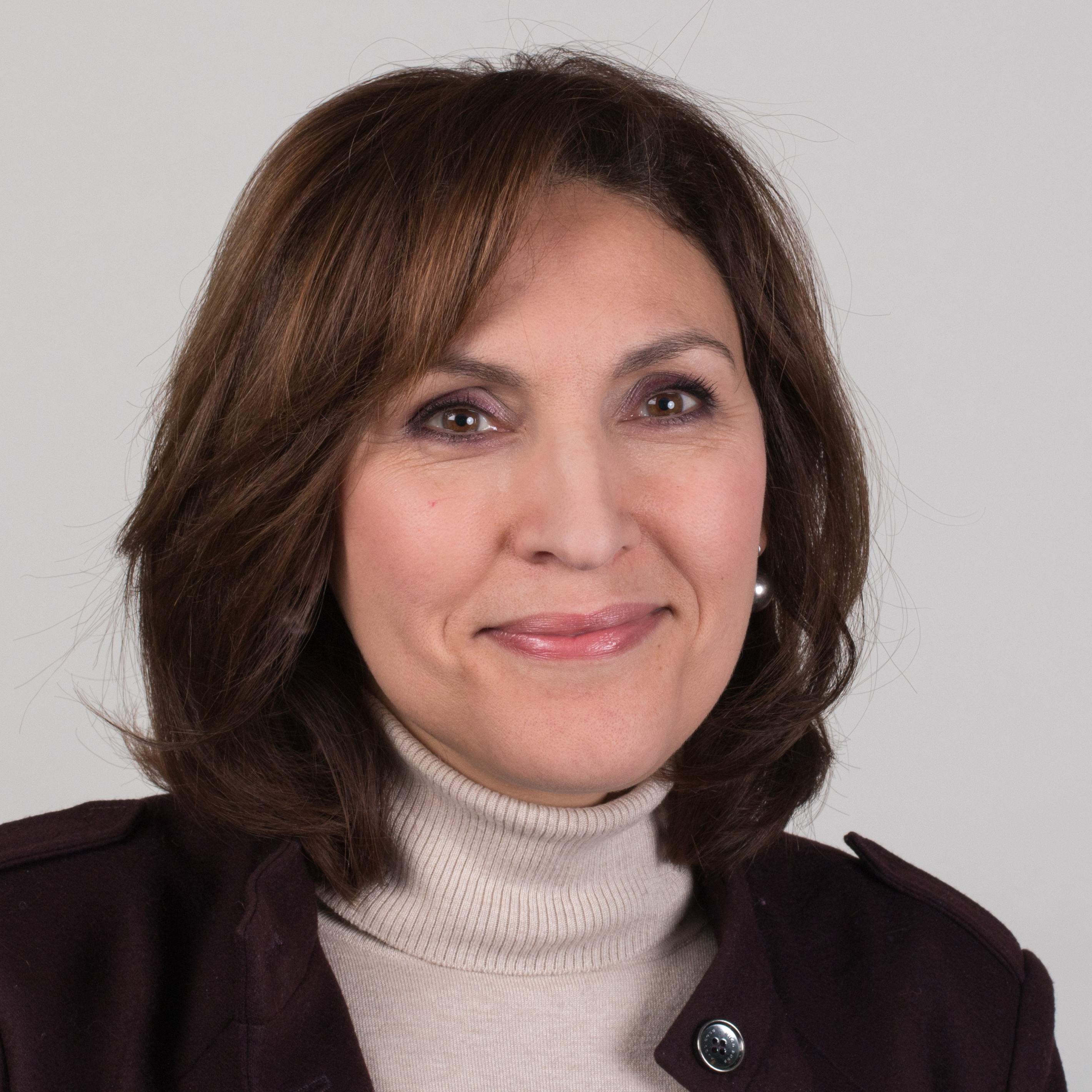
Nora Berra (2014)

Nora Berra (* 21. Januar 1963 in Lyon) ist eine französische Politikerin (ehemals UMP/Les Républicains). Sie war von 2012 bis 2014 Mitglied des Europäischen Parlaments.

## Leben
Berra ist die Tochter eines algerischen Schützen im französischen Heer. Sie wuchs mit zehn Geschwistern in der Kleinstadt Neuville-sur-Saône, einem nördlichen Vorort von Lyon, auf. Nach dem Baccalauréat am Collège-lycée Ampère studierte sie im algerischen Oran und promovierte 1990 zur Doktorin der Medizin. Sie arbeitete von 1991 bis 2009 als klinische Pharmakologin und praktische Ärztin am Hôpital Édouard-Herriot in Lyon, wo sie für Untersuchungen der Nierenfunktion und später in der Abteilung Klinische Immunologie für HIV-Patienten zuständig war. Parallel dazu war sie von 1992 bis 1999 Lehrbeauftragte für Nephrologie an zwei Lyoner Krankenpflegeschulen. Zwischen 1999 und 2009 arbeitete sie für internationale Pharmaunternehmen (Boehringer Ingelheim, Bristol-Myers Squibb und Sanofi Pasteur MSD), wo sie an Forschungen zu Gebärmutterhalskrebs, HIV und Hepatitis B beteiligt war.
Berra begann ihre politische Karriere auf kommunaler Ebene. Auf Vorschlag des damaligen Bürgermeisters Paul Laffly (RPR, später UMP) trat sie 2001 zur Gemeinderatswahl in Neuville-sur-Saône, dem Wohnort ihrer Eltern, an. Sie gehörte der Gemeindevertretung der Kleinstadt bei Lyon bis 2008 an. Dann wechselte sie in die Kommunalpolitik von Lyon und wurde 2008 Spitzenkandidatin der UMP im 8. Arrondissement, wo sie gegen ihren Arztkollegen und Vorgesetzten, den Vizebürgermeister Jean-Louis Touraine (PS) antrat. Sie zog in den Gemeinderat von Lyon ein, wo die UMP in Opposition gegen den sozialistischen Bürgermeister Gérard Collomb war. Ferner gehörte sie von 2010 bis 2011 dem Regionalrat von Rhône-Alpes an.
Am 23. Juni 2009 wurde sie zur Staatssekretärin für Senioren im Arbeits- und Sozialministerium (unter dem Ministern Xavier Darcos und Éric Woerth) im Kabinett Fillon II ernannt. Im am 13. November 2010 vereidigten Kabinett Fillon III erhielt sie das Amt der Staatssekretärin für Gesundheit (unter dem Minister Xavier Bertrand). Dieses hatte sie bis zum Regierungswechsel im Mai 2012 inne.
Bei der Europawahl 2009 kandidierte sie zunächst erfolglos, doch rückte sie am 16. Juni 2012 für den ausgeschiedenen Damien Abad in das Europäische Parlament nach. Als Mitglied der Fraktion der Europäischen Volkspartei (EVP) gehörte Berra dem Ausschuss für internationalen Handel an und war Delegierte für die Beziehungen zum Palästinensischen Legislativrat. Bei der Europawahl 2014 trat sie nicht für eine Wiederwahl an.
Innerhalb der UMP war Berra stellvertretende Vorsitzende der Gruppierung Amis de Nicolas Sarkozy, die sich für eine Rückkehr des ehemaligen Staatspräsidenten an die Parteispitze einsetzte. Nach seiner Wahl zum Parteivorsitzenden ernannte Sarkozy Berra im Dezember 2014 zu einer nationalen Sekretärin, zuständig für die freien Berufe. Die Partei benannte sich im Mai 2015 in Les Républicains um und Berra wurde in das Politbüro gewählt. Seit Januar 2016 ist Berra Mitglied des Regionalrats von Auvergne-Rhône-Alpes. Bei der Vorwahl der Républicains und ihrer Verbündeten im Mitte-rechts-Spektrum zur Präsidentschaftswahl 2017 unterstützte sie Nicolas Sarkozy, der jedoch im ersten Wahlgang unterlag.
Bei der Parlamentswahl im Juni 2017 trat Berra im 3. Wahlkreis des Départements Rhône an, schied jedoch mit 13,1 % bereits im ersten Wahlgang aus. Im Dezember 2017 erklärte sie ihren Austritt aus der Partei Les Républicains. Sie kritisierte den Rechtsruck der Partei unter dem neuen Vorsitzenden Laurent Wauquiez, dem sie ein „Projekt der Schließung“ vorwarf. Zur Europawahl 2019 trat sie auf der Liste der liberalen Union des démocrates et indépendants (UDI) an, die jedoch keinen Sitz erhielt.